# Heterophallus
Heterophallus is een geslacht van straalvinnige vissen uit de familie van Poeciliidae (Levendbarende tandkarpers).

## Soorten
- Heterophallus milleri Radda, 1987
- Heterophallus rachovii Regan, 1914